# 1955 en science
| Années de la science : 1952 - 1953 - 1954 - 1955 - 1956 - 1957 - 1958    |
| Décennies de la science : 1920 - 1930 - 1940 - 1950 - 1960 - 1970 - 1980 |

Cet article présente les faits marquants de l'année 1955 en science.

## Évènements

### Sciences physiques
- 19 février : découverte du Mendélévium (Md), élément chimique de numéro atomique 101 par Albert Ghiorso, Glenn T. Seaborg, Gregory R. Choppin, Bernard G. Harvey, et Stanley G. Thompson à l'université de Californie, Berkeley[1],[2].

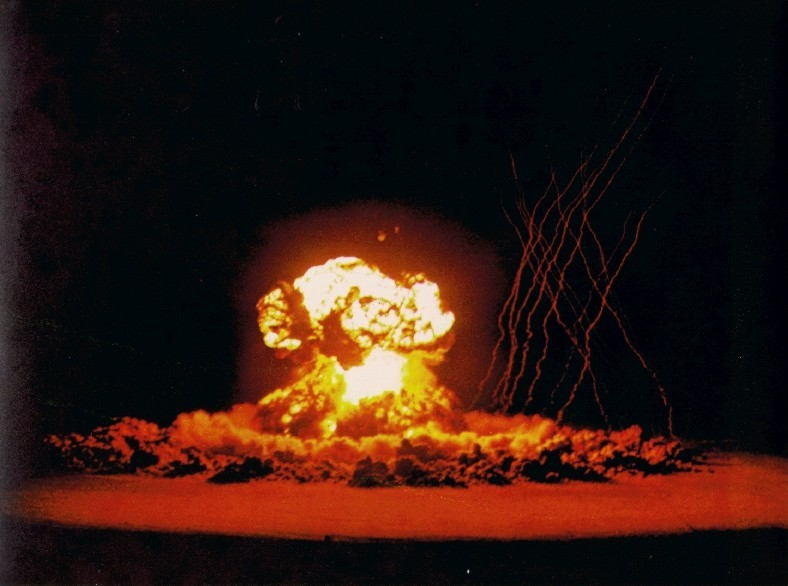
Opération Teapot - 7 mars 1955.

- 7 mars, États-Unis : explosion dans le Nevada de la quatrième bombe atomique depuis le début de l’année lors de l'Opération Teapot, la plus puissante de la série[3].
- 10 juin : les États-Unis concluent avec la Turquie le premier d'une série de 23 accords bilatéraux de coopération concernant les utilisations civiles de l'énergie atomique dans le cadre du programme Atoms for Peace[4]. La Commission américaine de l’énergie atomique autorise la livraison d’eau lourde au Commissariat français à l’énergie atomique. Des accords similaires sont passés avec l’Australie, l'Inde et l'Italie[5].

- Juin : les physiciens Louis Essen et Jack Parry, du National Physical Laboratory, réalisent au Royaume-Uni le premier prototype d'horloge atomique à césium 133 ayant une précision de l'ordre de quelques millionièmes de seconde par an[6].

- 29 juillet : le président Eisenhower annonce que les États-Unis ont l'intention de lancer un premier satellite scientifique à l'occasion de l'année géophysique internationale de 1957. Le projet Vanguard est lancé le 9 septembre[7].

- 21 septembre : les physiciens Emilio Segrè et Owen Chamberlain découvrent  l'antiproton à l'université de Californie, Berkeley[8]. En 1956, Bruce Cork annonce la découverte de l'antineutron[9],[10].

### Sciences de la vie
- Février : le biochimiste américain Arthur Kornberg découvre des enzymes d'ADN polymérase[11].
- 12 avril : le vaccin de la poliomyélite mis au point par le docteur Jonas Salk et testé à grande échelle aux États-Unis est déclaré efficace et sans danger par Thomas Francis Jr. (en) lors d'une conférence de presse à l'Université du Michigan[12].

- 1er juin : dans un article publié dans le Journal of the American Chemical Society, Marianne Grunberg-Manago et Severo Ochoa publient leur découverte de la première enzyme synthétisant des acides nucléiques (polynucléotide phosphorylase), qui lie des nucléotides ensemble pour former des polynucléotides[13].
- Juin : la Food and Drug Administration autorise le paracétamol à la vente aux États-Unis[14].

- 21 juillet : l’obstétricien Ian Donald (en) et l’ingénieur Tom Brown (en) réalisent les premières échographies sur des tissus humains en utilisant les ultrasons industriels utilisés par la société de chaudronnerie Babcock & Wilcox Ltd à Renfrew, près de Glasgow[15]. Ils mettent au point première sonde échographique à usage obstétrique en 1957[16].
- 1er août -6 août : à l’occasion de la conférence internationale de biochimie à Bruxelles, des chercheurs américains déclarent avoir observé le processus de la photosynthèse chez les plantes, le cycle de Calvin[17].

- 24-29 octobre : lors de la Cinquième Conférence internationale sur la planification familiale tenue à Tokyo, le biologiste américain Gregory Pincus annonce la mise au point de la première pilule contraceptive[18],[19]. Une étude clinique auprès de 123 femmes est menée à Porto-Rico et le 10 juin 1957, la FDA approuve la mise sur le marché d'Enovid (en) aux États-Unis[20].
- 22 décembre : le cytogénéticien américain Joe Hin Tjio, travaillant avec Albert Levan à l'Université de Lund démontre qu'il existe quarante-six chromosomes humains[21].
- Décembre : le généticien américain Oliver Smithies publie sa découverte de l'électrophorèse sur gel des protéines [22].

- De 1955 à 1960, le biochimiste autrichien Efraim Racker (en) met au point avec son équipe (Anima Datta, Maynard Pullmand, et Harvey Penefsky) des techniques d’isolement des enzymes par centrifugation [23].

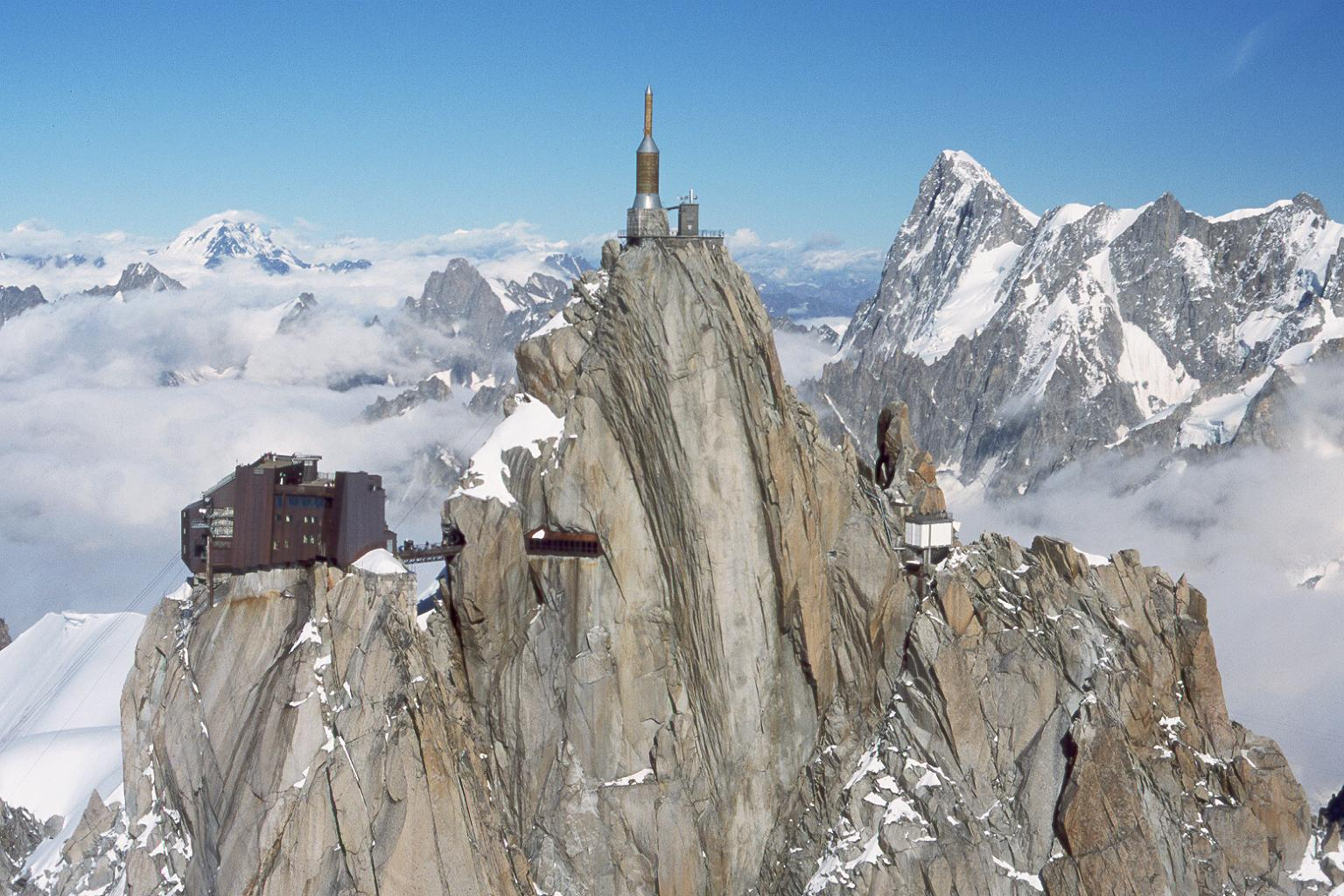
Téléphérique de l'Aiguille du Midi

## Prix
- 10 décembre : Prix Nobel

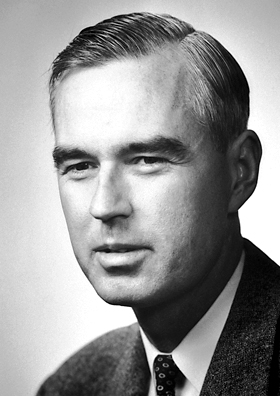
Willis Eugene Lamb

  - Physique : Willis Eugene Lamb, pour ses recherches sur la structure de l’hydrogène et Polykarp Kusch pour la mesure du moment magnétique de l’électron.
  - Chimie : Vincent du Vigneaud, biochimiste américain pour la réalisation de la première synthèse d’une hormone polypeptidique.
  - Physiologie ou médecine : Axel Hugo Theodor Theorell (Suédois) pour ses travaux sur la nature et le mode d’action des enzymes d’oxydation.

- Prix Lasker
  - Prix Albert-Lasker pour la recherche médicale fondamentale : Karl Paul Link, Carl J. Wiggers (en)
  - Prix Albert-Lasker pour la recherche médicale clinique : Morley Cohen (de), Herbert E. Warden (de), Richard L. Varco (de), Hoffmann-La Roch Research Laboratories, Squibb Institute for Medical Research, Edward H. Robitzek (de), Irving Selikoff (en), Walsh McDermott (en), Carl Muschenheim (de)

- Médailles de la Royal Society
  - Médaille Copley : Ronald Fisher
  - Médaille Davy : Harry Work Melville (en)
  - Médaille Hughes : Harrie Massey
  - Médaille royale : Vincent Wigglesworth, Alexander Todd
  - Médaille Sylvester : Edward Charles Titchmarsh

- Médailles de la Geological Society of London
  - Médaille Lyell : Wilfred Norman Edwards (en)
  - Médaille Murchison : Cyril James Stubblefield
  - Médaille Wollaston : Arthur Elijah Trueman (en)

- Prix Jules-Janssen (astronomie) : André Lallemand
- Médaille Bruce (Astronomie) : Walter Baade
- Médaille Linnéenne : Sir John Graham Kerr
- Médaille d'or du CNRS : Louis de Broglie

## Naissances

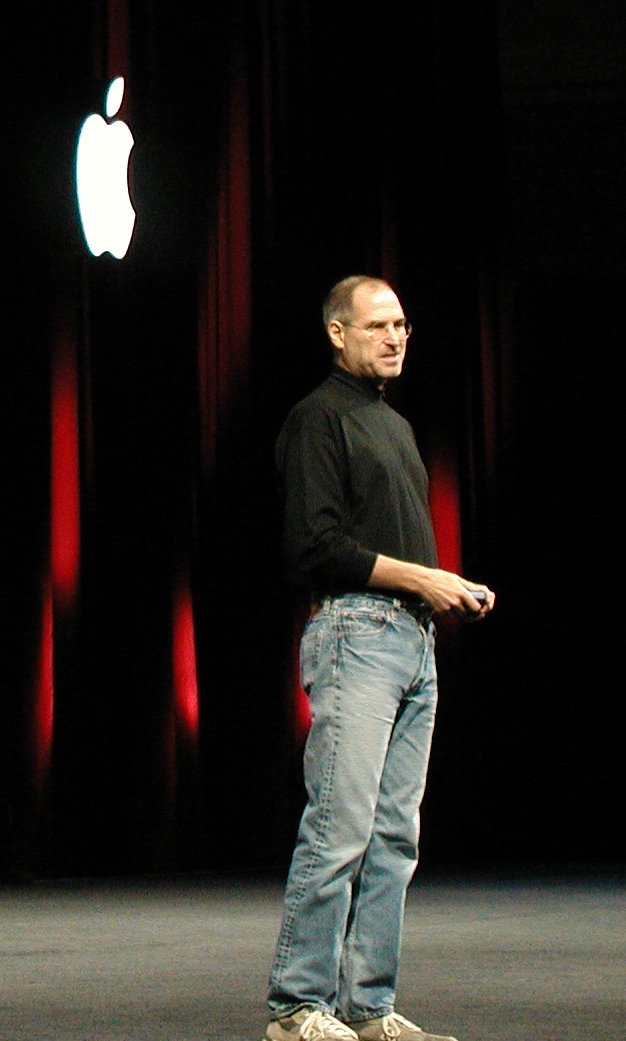
Steve Jobs à la WWDC 2005.

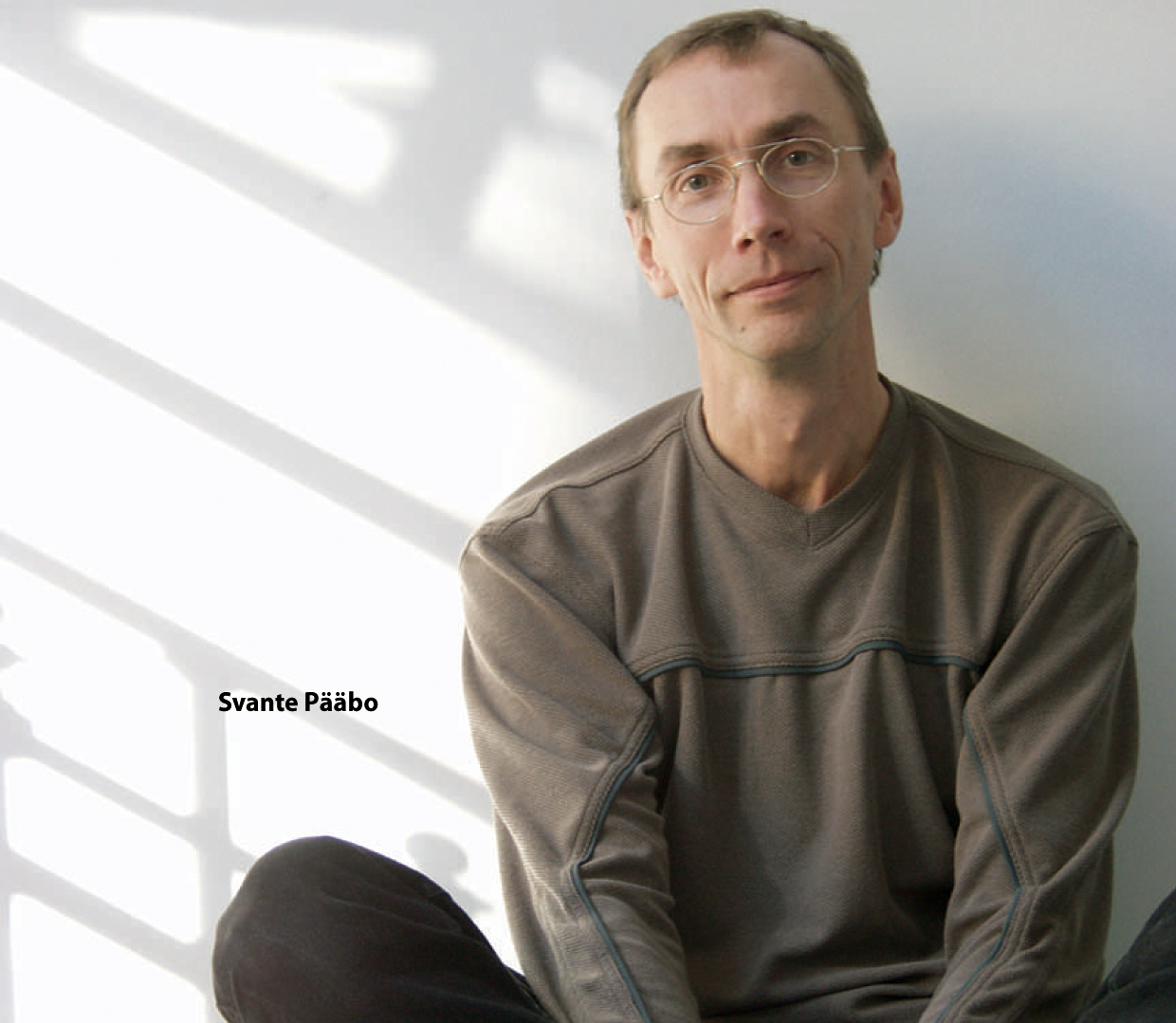
Svante Pääbo

- 16 janvier : Jerry M. Linenger, astronaute américain.
- 22 janvier : Thomas D. Jones, astronaute américain.
- 8 février : Gonzalo Trancho, anthropologue espagnol.
- 24 février : Steve Jobs (mort en 2011), inventeur américain cofondateur d'Apple.
- 27 février : Grady Booch, informaticien américain.

- 5 mars : David Gelernter, professeur d'informatique américain.
- 11 avril : Piers Sellers, spationaute britannique.
- 20 avril :
  - Svante Pääbo, biologiste suédois.
  - Donald Pettit, astronaute américain.
  - Gilles Brassard, cryptologue canadien.
- 28 avril : Jacques Laskar, astronome français.
- 30 avril : Francis Muguet (mort en 2009), informaticien français.

- 1er mai : Kazurō Watanabe, astronome amateur japonais.
- 16 mai : Didier Roux, chimiste français.
- 19 mai : James Gosling, informaticien canadien.
- 25 mai : Michel Alberganti (mort en 2021), journaliste scientifique français.

- 5 juin : Hervé This, physico-chimiste et ingénieur français.
- 8 juin : Tim Berners-Lee, créateur du world wide web.
- 21 juin : Muriel Salmona, psychiatre psychotraumatologue française.
- 21 juillet : Jan Hogendijk, mathématicien et historien des sciences néerlandais.
- 4 août :
  - Andrew M. Allen, astronaute américain.
  - Charles D. Gemar, astronaute américain.
- 18 août : Taher Elgamal, cryptographe américain d'origine égyptienne.

- 2 septembre : Eric Allman, informaticien américain.
- 6 septembre : Carl E. Walz, astronaute américain.
- 21 septembre : Richard J. Hieb, astronaute américain.

- 18 octobre : Bernard Njonga (mort en 2021), ingénieur agronome, militant et homme politique camerounais.
- 19 octobre : James Demmel, mathématicien et informaticien américain.
- 28 octobre : Bill Gates, informaticien américain, fondateur de Microsoft.

- 5 novembre : Bernard Chazelle, mathématicien et informaticien franco-américain.
- 20 novembre : Ray Ozzie, informaticien américain, directeur technique de Microsoft.
- 25 novembre : Séverin Cécile Abega (mort en 2008), écrivain et anthropologue camerounais.

- 1er décembre : Vincent Haudiquet, statisticien et écrivain français.

- Gil Kalai, mathématicien et informaticien israélien.
- Ángel López, astronome amateur espagnol.
- Matt Mahoney, programmeur américain.
- Seidai Miyasaka, astronome japonais.
- John Gilmore, informaticien et entrepreneur américain.

## Décès

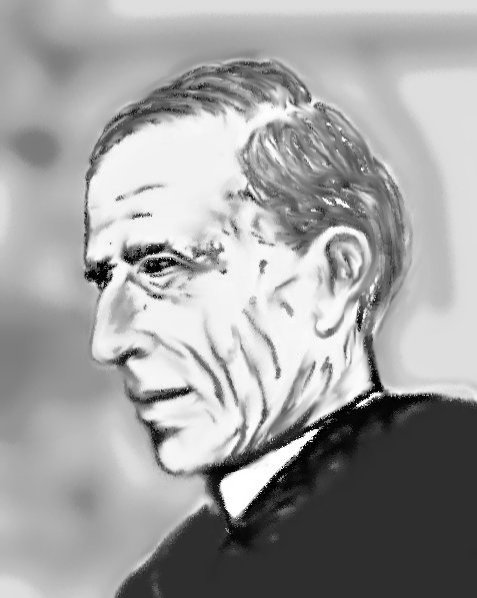
Pierre Teilhard de Chardin

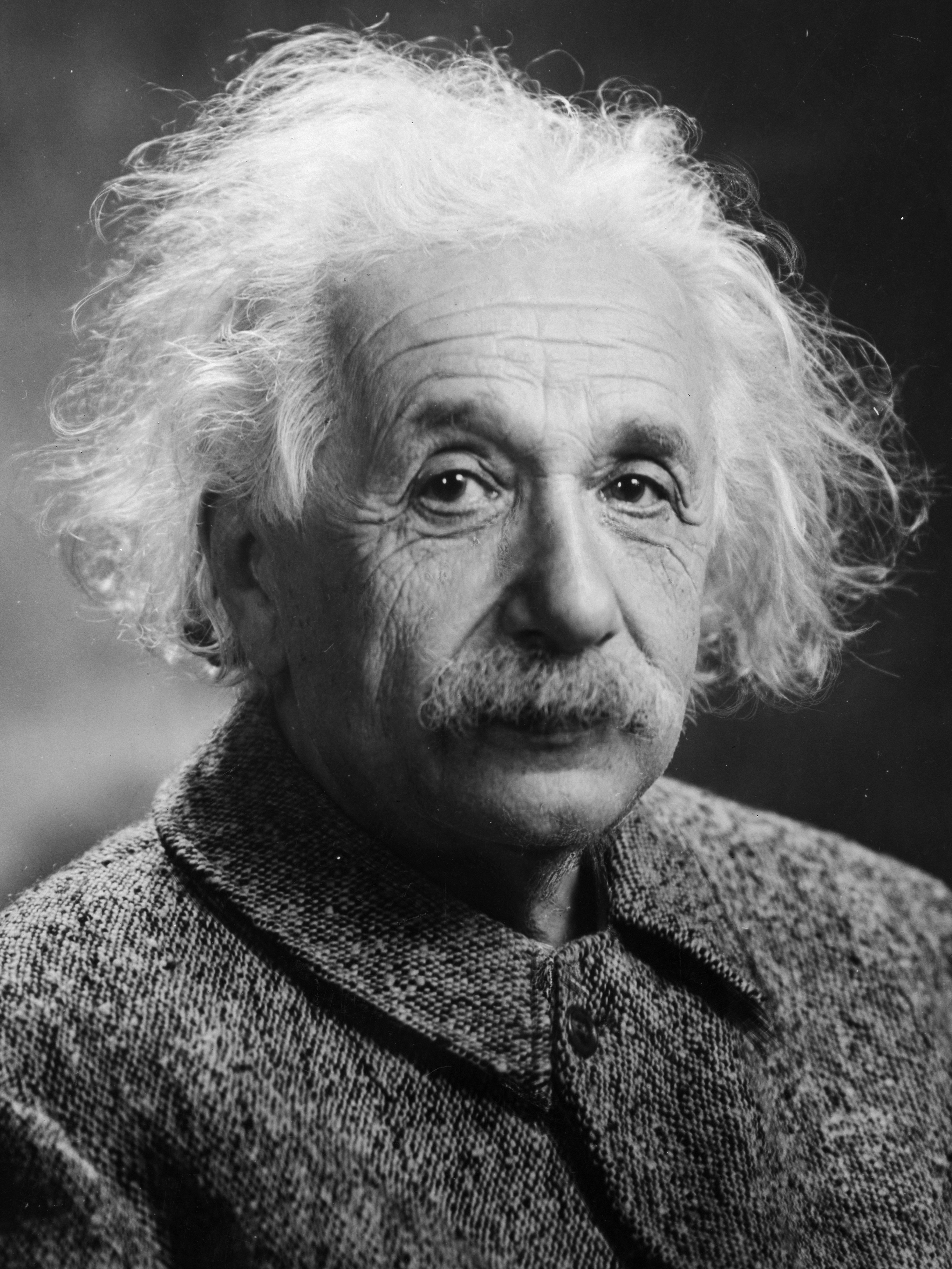
Albert Einstein

- 23 janvier : René Martial (né en 1873), médecin français.

- 2 février : Oswald Avery (né en 1877), bactériologiste américain.
- 11 mars : Alexander Fleming (né en 1881), bactériologiste écossais, prix Nobel de physiologie ou médecine en 1945.
- 10 avril : Pierre Teilhard de Chardin (né en 1881), jésuite et paléontologue français.
- 18 avril : Albert Einstein (né en 1879), physicien allemand, puis apatride (1896), suisse (1901), et enfin helvético-américain (1940), prix Nobel de physique en 1921.
- 12 août : James B. Sumner (né en 1887), chimiste américain, prix Nobel de chimie en 1946.
- 17 août : Antoine Poidebard (né en 1878), archéologue, jésuite et missionnaire français.
- 23 août : Joseph Frossard (né en 1879), chimiste et industriel français.

- 18 octobre : Georges Tiercy (né en 1886), astronome suisse.
- 19 octobre : Eugène Joseph Delporte (né en 1882), astronome belge.
- 24 octobre :
  - Robert Feulgen (né en 1884), médecin, chimiste et professeur d'université allemand.
  - Alfred Radcliffe-Brown (né en 1881), anthropologue et ethnographe britannique.

- 13 décembre : Egas Moniz (né en 1874), neurologue portugais prix Nobel de physiologie ou médecine en 1949.